# Юр'ївська (пам'ятка природи)
Ю́р'ївська па́м'ятка приро́ди — кар'єр, геологічна пам'ятка природи місцевого значення стратиграфічного та тектонічного типу. Розташована на північ від селища Юр'ївка Лутугинського району Луганської області. Загальна площа — 4 га.
Геологічній пам'ятці надано статус згідно з рішенням виконкому Луганської обласної Ради народних депутатів № 72 від 4 лютого 1969 року, рішенням виконкому Ворошиловградської обласної Ради народних депутатів № 247 від 28 червня 1984 року.
Крейдяний кар'єр лежить на лівому березі річки Біла. У кар'єрі, а також у сусідніх ярах та вимоїнах виходить на денну поверхню повний розріз туронського, коньякського і сантонського ярусів крейдової системи (зверху вниз):
- Кампанський ярус (потужність 33 м) — вгорі залягає біла писальна крейда, під нею — світло- і темно-сірий мергель із зернами гравію та гальки, у товщі зустрічаються мікрофауна і болемніти кампанського періоду.
- Сантонський ярус (75 м) — темно-сірі мергелі з прошарками більш світлих мілкоплитчатих, нижче — білі і світло-сірі щільні мергелі з глауконітом, знизу — мергелі з домішком піску; мергелі вміщують мікрофауну сантонського періоду.
- Коньякський ярус (47 м) — мергелі та крейда з кремніями, знизу — мергель охристий з глауконітом, вміщує мікрофауну.
- Туронський ярус (2,7 м) — світло-сірий вапняк, дуже щільний зі значною кількістю глауконіту, зверху з кремнієвою галькою; внизу залягає конгломерат з гравію, гальки кременів та фосфоритів (0,7 м).

У кар'єрі спостерігаються незвичні для шарів цього віку круті падіння (60–80°), що збігаються з падінням розташованих нижче порід кам'яновугільного періоду.